# Бачахи
Бачахи — одна из вершин главного хребта Большого Кавказа, на границе Грузии и Ингушетии, в водоразделе рек Шондон и Кистинки. Гора имеет высоту 4291 м.
Соседние вершины: Малчечкорт, Эрзи, Шан.